# 에이브 버로스
에이브 버로스(영어: Abe Burrows, 1910년 12월 18일 ~ 1985년 5월 17일)는 미국의 작가로, 본명은 에이브럼 솔먼 보러위츠(Abram Solman Borowitz)이다. 토니상을 수상하였다.